# Northern Type L
Der 1902 gegründete US-amerikanische Motorfahrzeughersteller Northern Manufacturing Company, ab 1906: Northern Motor Car Company, bot von 1906 erstmals eine Oberklassemodell mit Vierzylindermotor an. Es kam als Type K auf den Markt und wurde im folgenden Jahr vom vergrößerten Nachfolger Type L abgelöst.

## Northern Manufacturing

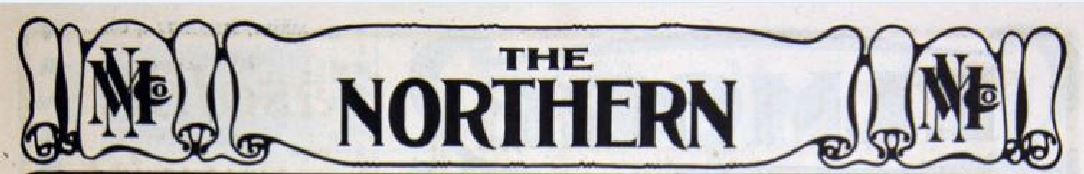
Northern-Logo (1905).

Das Unternehmen war von Detroiter Investoren gegründet worden, die zwei sehr bekannte Konstrukteure holten: Jonathan D. Maxwell (1864–1928) als Werkleiter und Konstrukteur und Charles Brady King (1868–1957) als Chefingenieur. Beide kamen von den Olds Motor Works in Lansing (Michigan); Maxwell war dort an der Entwicklung des Oldsmobile Curved Dash beteiligt gewesen. Er verließ Northern Manufacturing 1904 und wurde Mitbegründer von Maxwell-Briscoe. Sein Nachfolger als Konstrukteur bei Northern wurde King. 1908 fusionierten Northern und die Wayne Automobile Company in Detroit. Daraus ging 1909 die Everitt-Metzger-Flanders Company (E-M-F) hervor. King ging bereits 1908 und gründete zwei Jahre später die King Motor Car Company.
Maxwell-Briscoe wurde in der Folge zu einem von mehreren Vorläufern der Chrysler Corporation, E-M-F wurde von der Studebaker Corporation übernommen und bildete eine der Grundlagen des Studebaker-Automobils.

## Modellgeschichte Northern Model K und L

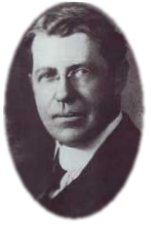
Northern-Chefingenieur Charles Brady King.

Diese Vierzylindermodelle waren die Topmodelle der Marke und deren letzte Neuentwicklung. Mit dem Runabout war es Maxwell gelungen, die Marke Northern zu etablieren und den Ruf des Unternehmens als Hersteller von seriös konstruierten und solide gebauten Automobilen zu begründen. Der etwas größere 15 HP mit unkonventionellen Lösungen festigte diesen Ruf. Für die nun folgenden Vierzylindermodelle dürfte King alleine verantwortlich gewesen sein. Wie bei der weiterhin parallel gebauten Zweizylinder-Baureihe erhielt auch die neue Vierzylinder-Baureihe einen vorne angebrachtem Motor und Hinterradantrieb mittels Kardanwelle. Es gab eine jährlich eine Modellpflege, die von der Bezeichnung Type K 1906 zu L 1907 und 1908 führte. In jedem Modelljahr gab es einen eigenen Motor, wobei jener des Jahres 1907 mit 7,1 Liter Hubraum der größte aller von Northern verwendeten war. Auch die Motorleistung wurde mehrfach erhöht und Radstand sowie die ab Werk erhältlichen Karosserievarianten variierten. Selbstverständlich war das Fahrgestell auch alleine erhältlich, sodass es von spezialisierten Karossiers nach Kundenwunsch eingekleidet werden konnte. Auch nachdem 1907 ein zweites Werk in Port Huron (Michigan) zur Verfügung stand, verblieb die Produktion des Type L in Detroit.
Eine vereinfachte Bedienung wurde schon mit den Zweizylindermodellen angestrebt. Mit der großen Baureihe setzte Northern diese Bemühungen fort und führte Luftdruckbremsen sowie eine mit Luftdruck betätigte Kupplung nach Patenten von Charles B. King ein.

## Technik
Seit 1904 war King Chefingenieur des Unternehmens. Zur Technik der Fahrzeuge liegen nur unvollständige Daten vor. Die nachstehenden Daten beziehen sich, wenn nicht anders erwähnt, auf den Type K des Jahres 1906 als das bestreferenzierte Modell. Soweit bekannt, waren alle Northern Rechtslenker.
King brachte einige innovative Ideen in die neuen Topmodelle der Marke ein, darunter eine pneumatische Kupplung, ebensolche Bremsen und eine Luftpumpe für die Reifen. Zu den Neuerungen des Fahrzeugs gehörte eine vereinfachte Bedienung, die aber ein komplexes System erforderlich machte. Es gab ein Bremspedal für die mechanische Bremse; die pneumatische wurde mit einem Kombinationshebel betätigt, der "interaktiv" auch zur Beschleunigung diente. Gas- und Kupplungspedale gab es nicht; Die Vorwärtsgänge wurden mit einem wahrscheinlich an der Lenksäule angebrachten kleinen Hebel betätigt, der offenbar auch den Kupplungsvorgang auslöste. Für den Rückwärtsgang stand ein Pedal zur Verfügung. Anstelle der üblichen, aber nicht ungefährlich zu bedienenden Anlasserkurbel gab es einen Ratschenhebel.
Die Fahrzeuge wogen
- Type K (1906): 2.100 lb (953 kg)[7] oder 2.200 lb (998 kg)[8]
- Type L (1907): 3.300 lb (1.497 kg)[7]
- Type L (1908): 3.000 lb (1.361 kg)[7]

### Motor
Vom Vierzylindermotor ist bekannt, dass es sich um einen Reihenmotor handelte, der vorn stehend untergebracht war. Er war wassergekühlt mit dem Kühler an der Fahrzeugfront und einer "zahnradbetrieben" Wasserpumpe. Type K hatte eine Bohrung von 4 Zoll und einen Hub, ergebend einen Hubraum von 318,1 c.i., wobei zu beachten ist, dass die Ausgangsmasse wahrscheinlich gerundet sind und sich somit eine Scheingenauigkeit ergibt. Demnach hätte der Motor ein Volumen von etwa 5,2 Liter gehabt. Die angegebene Leistung von 30 HP bezieht sich wahrscheinlich auf den errechneten Wert nach dem üblichen A.L.A.M.-Rating (32,4 HP für Vierzylinder mit 4 Zoll Bohrung).
Type L hatte 1907 eine Bohrung von 5 und einen Hub von 5½ Zoll, ergebend 432,0 c.i. oder ca. 7,1 Liter. Die Leistung wird mit 50 HP benannt (5 Zoll Bohrung ergeben ein A.L.A.M.-Rating von 48,4 HP). In der Version des L von 1908 wurde ein etwas kleinerer Motor mit einem quadratischen Verhältnis von Bohrung und Hub verwendet (5 × 5 Zoll; A.L.A.M.-Rating 40 HP).
Diese Fahrzeuge hatten einen manuell betätigten Ratschenanlasser anstelle der üblichen Kurbel und Batterie-Zündung. Zur Art der Motorschmierung gibt es keine Angaben.

### Kraftübertragung
Anders als die mit Planetengetriebe ausgestatteten Ein- und Zweizylindermodelle erhielten die Vierzylinder konventionelle Dreiganggetriebe. Deren Bedienung wurde durch die genannte pneumatische Kupplung vereinfacht. Die Modelle K und L hatten Kardanantrieb; das Getriebe war mit der Hinterachse verblockt.

### Fahrgestell und Aufhängung
Da nichts anderes erwähnt wird, ist von einem konventionellen Leiterrahmen auszugehen, der zumindest beim Type K aus Winkeleisen zusammengefügt war. Das Fahrzeug hat Blattfedern rundum; zumindest vorne wurden gemäß einer Werkaufnahme Doppelelliptikfedern verwendet. Bekannt ist auch der Radstand: 112 Zoll (2844 mm) beim K und 119 Zoll (3023 mm) beim L. Die Spur betrug beim Type K die üblichen 56 Zoll (), für den Type L liegen keine Angaben vor. Die Räder des K hatten die Dimension 32 × 4 Zoll, jene des L in beiden Modelljahren 34 × 4½ Zoll. Die bekannten Aufnahmen solcher Fahrzeuge zeigen Artillerieräder.
Das Fahrzeug hatte zwei unabhängige Bremssysteme. Das mechanische System wurde mit dem Fußpedal bedient, das pneumatische mit einem Kombinationshebel, der auch zum Beschleunigen diente. Der Hersteller vermerkte nur, dass beide unabhängig voneinander arbeiteten.
Der Benzintank fasste 18 Gallonen (ca. 68 Liter).

### Karosserie
Die Aufbauten bestanden aus Holz. Type K war ab Werk nur als Touring mit 5–6 (Werkangabe) oder 5 Sitzen lieferbar. Der Kunde erhielt für den Listenpreis von US$ 3000,- eine Lackierung nach Wahl. Als Wetterschutz wurden verschiedene Verdecke als Zubehör angeboten.
Type L war 1907 ab Werk in drei Versionen lieferbar: Als Touring und Limousine mit je 6 Plätzen und als zweisitziger Runabout. 1908 entfiel die Limousine. Eine Namensänderung führte dazu, dass aus dem Runabout nun ein Roadster wurde. Merkwürdiger ist, dass der Touring des Vorjahres nun als Tonneau bezeichnet wurde, das nach einer Einzelquelle nun mit 7 Sitzen ausgestattet war. Von 1904 bis 1906 gab es tatsächlich Tonneaus mit Heckeinstieg auf dem Zweizylinder-Fahrgestell. Es ist sehr unwahrscheinlich, dass sich die 1908 erneut – auch für den Type C aufgenommene – Bezeichnung Tonneau auf eine so altmodische Ausführung bezieht; ein Seiteneinstieg zum Fond ist wahrscheinlicher. Tatsächlich weist ein erhaltener Type C von 1908 einen solchen seitlichen Zugang zum Fond und eine konventionelle Rückbank auf. Tonneau mit Seiteneinstieg ist demnach eine Umschreibung für Touring.

## Modellübersicht
| Modell (A.L.A.M.-Rating) | Bj.  | Zylinderzahl, Ventilsteuerung | Hubraum                 | Radstand Zoll/mm  | Karosserie                                                 | Preis    | Quelle |
| ------------------------ | ---- | ----------------------------- | ----------------------- | ----------------- | ---------------------------------------------------------- | -------- | ------ |
| Type K (30 HP)           | 1906 | 4, SV-Ventilsteuerung         | 318,1 cu in (5.213 cm³) | 112 in (2.845 mm) | Touring, 5 Sitze                                           | 3000 US$ | [ 4 ]  |
| Type L (50 HP)           | 1907 | 4, SV                         | 432 cu in (7.079 cm³)   | 119 in (3.023 mm) | Runabout, 2 Sitze                                          | 3500 US$ | [ 4 ]  |
| Type L (50 HP)           | 1907 | 4, SV                         | 432 cu in (7.079 cm³)   | 119 in (3.023 mm) | Touring, 6 Sitze                                           | 3500 US$ | [ 4 ]  |
| Type L (50 HP)           | 1907 | 4, SV                         | 432 cu in (7.079 cm³)   | 119 in (3.023 mm) | Chauffeur-Lim., 6 Sitze                                    | 4500 US$ | [ 4 ]  |
| Type L (40 HP)           | 1908 | 4, SV                         | 392,7 cu in (6.435 cm³) | 119 in (3.023 mm) | Roadster, 2 Sitze                                          | 3500 US$ | [ 4 ]  |
| Type L (40 HP)           | 1908 | 4, SV                         | 392,7 cu in (6.435 cm³) | 119 in (3.023 mm) | Touring, 7 Sitze Herstellerbez.: Tonneau (vgl. Karosserie) | 3500 US$ | [ 4 ]  |

Aufgrund von Rundungen in den Quellen kann es bei der Berechnung des Hubraums zu Scheingenauigkeit kommen.
Die Angaben in dieser Tabelle wurden aus mehreren Quellen zusammengestellt und teilweise umgerechnet. Sie beruhen auf dem von der Association of Licensed Automobile Manufacturers entwickelten A.L.A.M.-Rating.

## Literatur

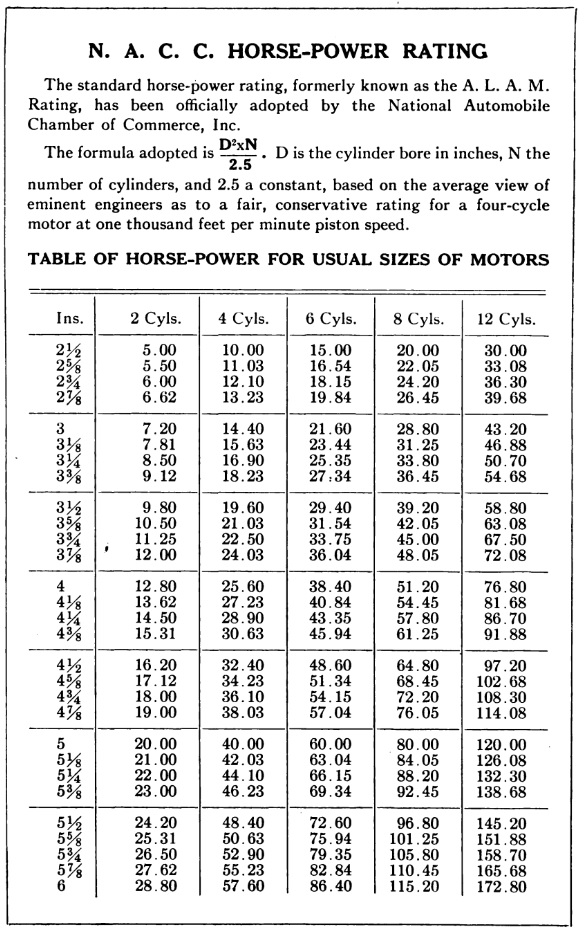
Das N.A.C.C.-Rating entspricht der A.L.A.M.-Formel der Vorgängerorganisation.